# Synchiropus sechellensis
Synchiropus sechellensis là một loài cá biển thuộc chi Cá đàn lia gai (Synchiropus) trong họ Cá đàn lia. Loài này được mô tả lần đầu tiên vào năm 1908.

## Từ nguyên
Danh pháp khoa học của loài cá này, sechellensis, được đặt theo tên của nơi đầu tiên tìm thấy nó, quần đảo Seychelles.

## Phân bố và môi trường sống
S. sechellensis có phạm vi phân bố rải rác ở vùng biển Ấn Độ Dương - Thái Bình Dương. Loài cá này được tìm thấy ở các vị trí sau: vịnh Aden, ngoài khơi Somalia; Seychelles; Maldives; quần đảo Chesterfield; và New Caledonia. S. sechellensis sau đó đã được ghi nhận thêm tại Địa Trung Hải, được cho là đã di cư vào biển nội hải này theo kênh đào Suez. Chúng sống ở độ sâu khoảng từ 34 đến 68 m.

## Mô tả
Mẫu vật lớn nhất của S. sechellensis có chiều dài cơ thể được ghi nhận là 3,8 cm.